# Eragrostis fallax
Eragrostis fallax är en gräsart som beskrevs av Michael Lazarides. Eragrostis fallax ingår i släktet kärleksgrässläktet, och familjen gräs. Inga underarter finns listade i Catalogue of Life.